# تيرينس زوبر
تيرينس زوبر (بالإنجليزية: Terence Zuber)‏ هو مؤرخ أمريكي، ولد في 1948.